# 731 Sorga
731 Sorga
731 Sorga là một tiểu hành tinh ở vành đai chính. Nó được A. Massinger phát hiện ngày 15.4.1912 ở Heidelberg và được đặt theo tên Surga, tiếng Indonesia nghĩa là "bầu trời"